# Bajaj Pulsar
Bajaj Pulsar - линейка спортивных 4-тактных малокубатурных мотоциклов индийской компании Bajaj. Первые модели были запущены в серию в начале 2000-х. В настоящее время продается в более чем 65 странах мира.

### Модели
| Модель              | Год  | Двигатель                       | Охлаждение | Примечания |
| ------------------- | ---- | ------------------------------- | ---------- | --- |
| Pulsar 150 Classic  | 2001 | 150 куб.см. / 12 л.с. 1 цилиндр | Воздушное  | Электро-стартер и "Kill-Switch" - для этой модели бы опциональны                                                     |
| Pulsar 180 Classic  | 2001 | 180 куб.см. / 15 л.с. 1 цилиндр | Воздушное  | |
| Pulsar 150 (2 Gen.) | 2003 | 150 куб.см. / 13 л.с. 1 цилиндр | Воздушное  | Добавлен DTSi (Digital Twin Spark Ignition), что дало более экономичный расход топлива и немного повысило мощность . |
| Pulsar 180 (2 Gen.) | 2003 | 180 куб.см. / 16 л.с. 1 цилиндр | Воздушное  | Добавлен DTSi (Digital Twin Spark Ignition), что дало более экономичный расход топлива и немного повысило мощность . |